# Léraba
A Léraba é uma província de Burkina Faso localizada na região de Cascatas. Sua capital é a cidade de Sindou.

## Departamentos

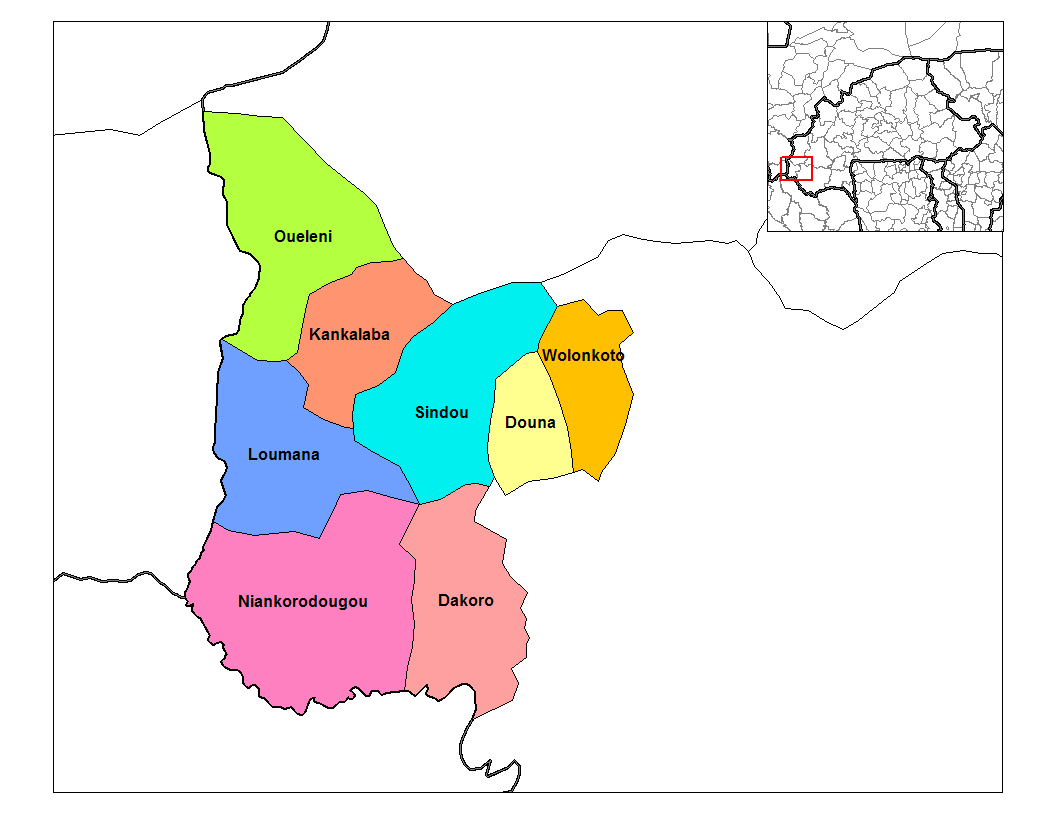
Localização dos diversos departamentos da província da Léraba, Burkina Faso

A província da Léraba está dividida em oito departamentos:
- Dakoro
- Douna
- Kankalaba
- Loumana
- Niankorodougou
- Ouéléni
- Sindou
- Wolonkoto